# 余字乡
余字乡，是中华人民共和国吉林省松原市乾安县下辖的一个乡镇级行政单位。

## 行政区划
余字乡下辖以下地区：
余字村、成字村、张字村、为字村、结字村、附余村、列字村、地字村、辰字村、宙字村、元字村、天字村、东金村、西金村、吕字村、岁字村、暑字村、前盈村、后盈村、来字村和月字村。